# Liste der Mitglieder der American Academy of Arts and Sciences/1827
Im Jahr 1827 wählte die American Academy of Arts and Sciences fünf Personen zu ihren Mitgliedern.

## Neugewählte Mitglieder
- Warren Colburn (1793–1833)
- George Barrell Emerson (1797–1881)
- Charles Folsom (1794–1872)
- Thaddeus William Harris (1795–1856)
- Solomon Pearson Miles (1791–1842)